# Wulfeniopsis amherstiana
Wulfeniopsis amherstiana là một loài thực vật có hoa trong họ Mã đề. Loài này được (Benth.) D.Y. Hong miêu tả khoa học đầu tiên năm 1980.